# Nu Puppis
Désignations
Nu Puppis (en abrégé ν Pup) est une étoile de la constellation de la Poupe. Avec une magnitude apparente de +3,17, c'est la cinquième étoile la plus brillante de la constellation. Elle est à environ 423 années-lumière de la Terre.
Nu Puppis est une géante bleue-blanche de type spectral B8III avec une température de surface de 12000 K. Si on tient compte du rayonnement émis dans l'ultraviolet, elle est 1340 fois plus lumineuse que le Soleil, avec un rayon 8,5 fois plus grand que le rayon solaire. Comme d'autres étoiles similaires, Nu Puppis tourne sur elle-même à grande vitesse (à au moins 246 km/s), effectuant une révolution en moins de 1,7 jour. Avec une masse environ 5 fois celle du Soleil, cela fait 95 millions d'années qu'elle s'est formée en tant qu'étoile de type B2 et seulement quelques centaines de milliers d'années qu'elle a terminé la fusion de l'hydrogène dans son cœur. Actuellement, elle est en train de se refroidir et de gonfler pour se transformer en une géante rouge lumineuse dans quelques millions d'années.
Nu Puppis pourrait être une étoile variable avec une faible variation de luminosité de quelques centièmes de magnitude. Elle pourrait être un cas extrême d'étoile B pulsante lente, comme 53 Persei, ou une variable de type Beta Cephei,.